# Rod Higgins
Roderick Dwayne "Rod" Higgins, född 31 januari, 1960 i Monroe, Louisiana, är en amerikansk före detta basketspelare som fram tills 2011 var general manager för NBA-laget Charlotte Bobcats.